# Přestavlky (Horní Kruty)
Přestavlky je vesnice v okrese Kolín, je součástí obce Horní Kruty. Nachází se 1 km na jih od Horních Krut. V roce 2011 zde bylo evidováno 13 adres.

## Další fotografie

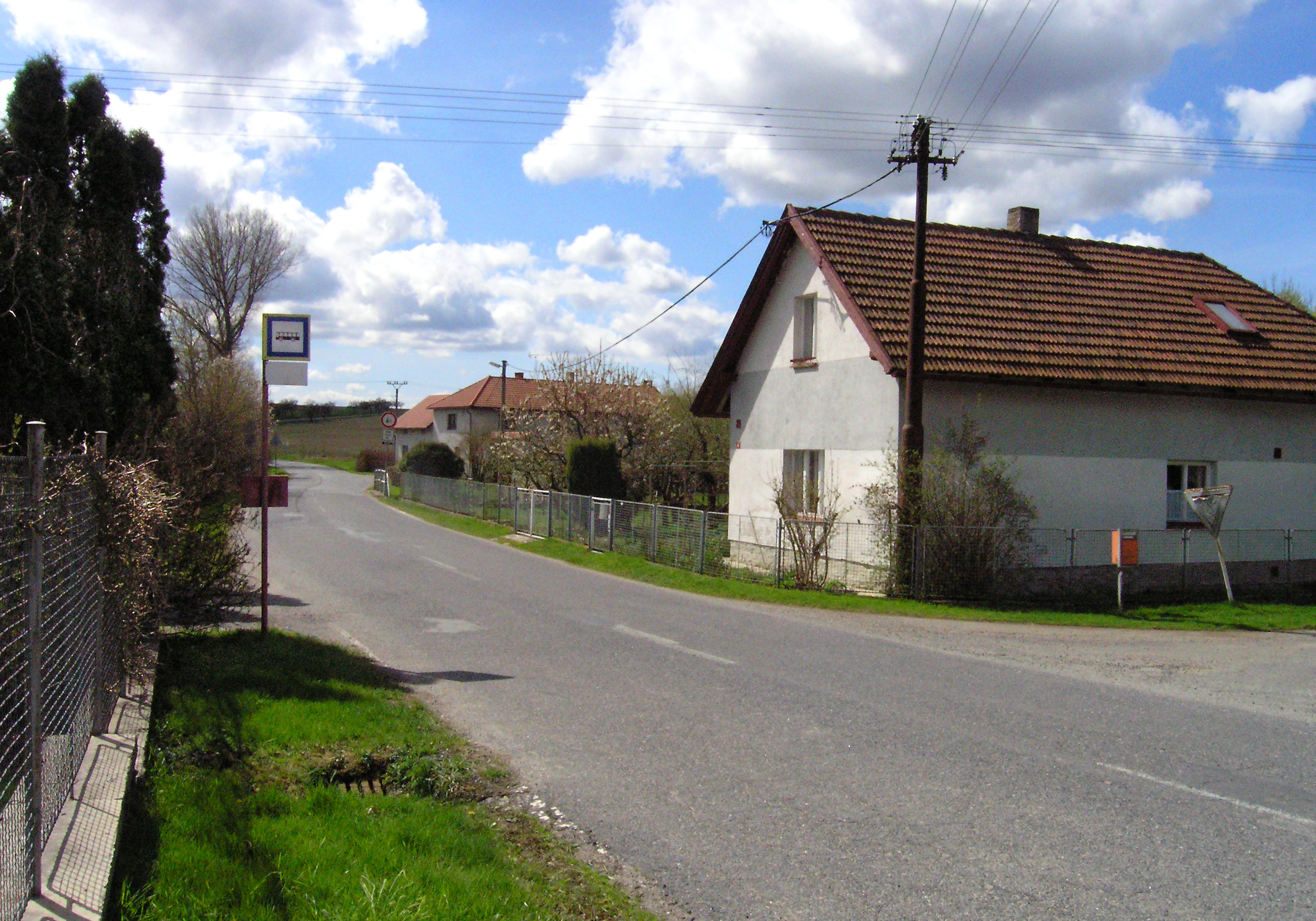
Autobusová zastávka
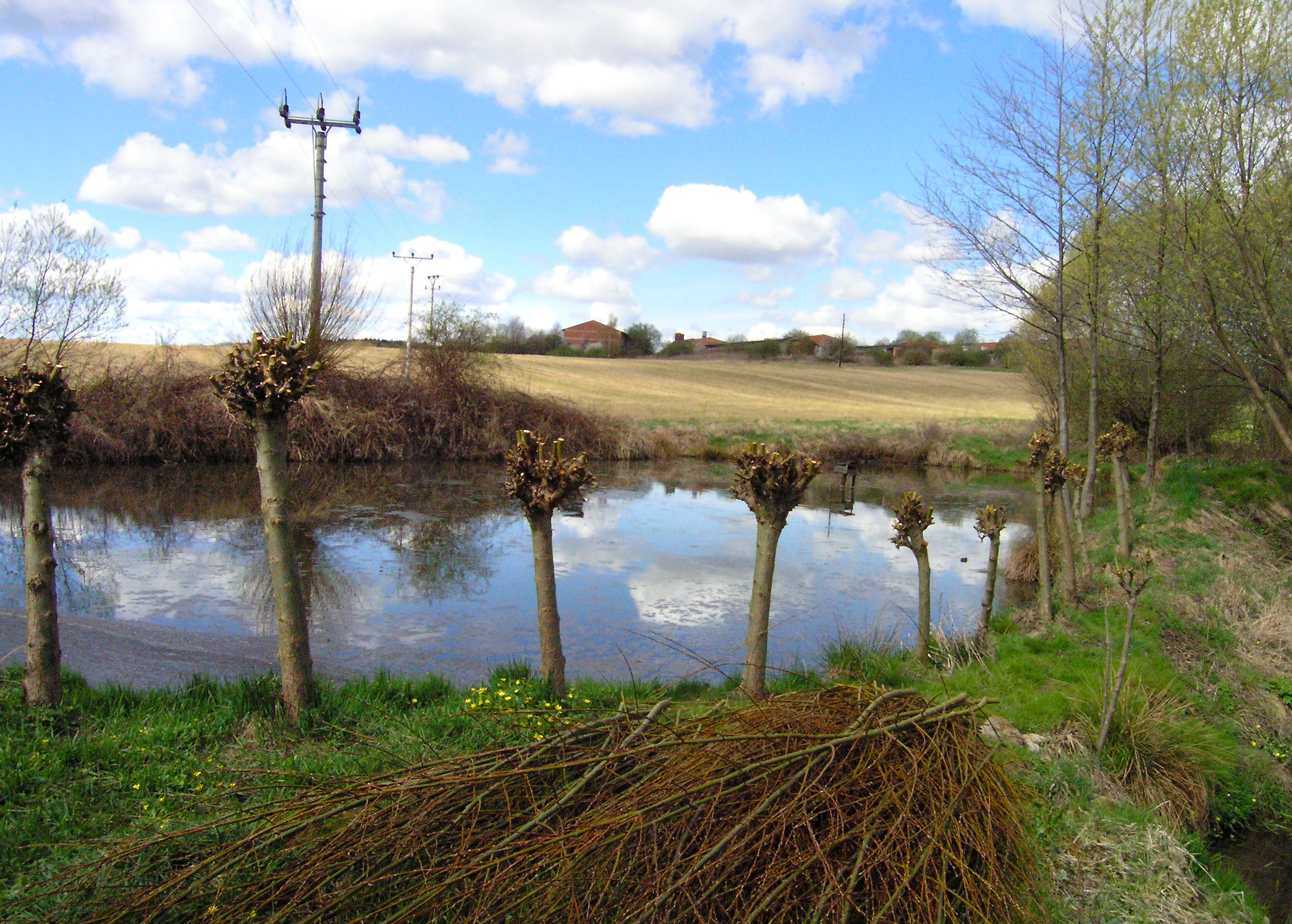
Malý rybník na Přestavlckém potoce